# Le Forban
Pour les articles homonymes, voir Rescue.
Pour plus de détails, voir Fiche technique et Distribution.
Le Forban (titre original :The Rescue) est un film américain réalisé par Herbert Brenon et sorti en 1929. Il a été réalisé à la fois en version muette et en version sonore.

## Fiche technique
- Titre original : The Rescue
- Réalisation : Herbert Brenon
- Scénario : Elizabeth Meehan d'après le roman La Rescousse de Joseph Conrad paru en 1920[2].
- Producteur : Samuel Goldwyn
- Photographie : George Barnes, Joseph F. Biroc, James Wong Howe
- Montage : Harry H. Caldwell, Marie Halvey, Katherine Hilliker
- Musique : Hugo Riesenfeld
- Production : Samuel Goldwyn Productions
- Distributeur : United Artists
- Durée : 96 minutes
- Date de sortie :
  - États-Unis : 12 janvier 1929

## Distribution
- Ronald Colman : Tom Lingard
- Lili Damita : Lady Edith Travers
- Alfred Hickman : Mr. Travers
- Theodore von Eltz : Carter
- John Davidson : Hassim
- Philip Strange (en) : D'Alacer
- Bernard Siegel : Jorgensen
- Sōjin Kamiyama : Daman
- Harry Cording :  Belarab
- Laska Winter : Immada
- Duke Kahanamoku : Jaffir
- Louis Morrison : Shaw
- George Regas : Wasub
- Chris-Pin Martin : Tenga